# Laz (popolo)
I laz (lazi [ლაზი] o lazepe [ლაზეფე] in laz, Lazlar in turco, Lazi [ლაზი] o Č'ani [ჭანი] in georgiano) sono un gruppo etnico che vive principalmente lungo le regioni costiere di Turchia e Georgia sul Mar Nero.
Tra le principali tribù dell'antico regno di Colchide, i laz furono inizialmente cristiani ortodossi, la maggior parte dei quali si convertirà all'islam sunnita durante il dominio ottomano del Caucaso nel XVI secolo.
I laz della Turchia formano due gruppi principali. Uno di questi e indigeno della provincia meridionale del Mar Nero, precedentemente nota come Lazistan (attuali province di Rize e Artvin). L'altro gruppo fuggì a causa dell'espansione russa nel XIX secolo, insediandosi ad Adapazarı, Sapanca, Yalova e Bursa, nella parte occidentale ed orientale delle regioni rispettivamente del Mar Nero e del Mar di Marmara. I laz parlano la lingua laz, correlata al mingrelio, al georgiano e allo svan (lingue caucasiche meridionali). L'identità laz in Georgia è ampiamente emersa come georgiana; essa viene vista come categoria puramente regionale, principalmente concentrata com'è in Agiaria.
I laz vennero convertiti al cristianesimo sotto l'Impero bizantino e il regno di Colchide. Durante il governo dell'Impero ottomano, la grande maggioranza dei laz venne progressivamente a comporsi di musulmani sunniti del Madhhab hanafita, i quali furono governati come parte del Sanjak del Lazistan . In Georgia sussiste anche un numero molto limitato di laz cristiani ortodossi. 
I laz sono principalmente designati come "popolo di pescatori" dai turchi, poiché le acciughe costituiscono tradizionalmente un'importante parte della loro dieta; in realtà, essi sono soprattutto coltivatori di tè e mais.

## Storia

Il regno Lazica dei laz.

Gli abitanti laz chiamano la regione geografica in cui vivono Lazona (ლაზონა). Oggi, l'intera area fa parte della Repubblica di Turchia. La sua storia risale almeno al VI secolo a.C. quando il primo stato sud-caucasico occidentale era il regno di Colchide, coincidente grosso modo con l'odierna Georgia occidentale e le attuali province turche di Trebisonda e Rize. Tra l'inizio del II secolo a.C. e il tardo II secolo d.C., il Regno di Colchide insieme alle regioni vicine, divenne teatro di lunghi e devastanti conflitti tra i maggiori poteri locali: Roma, Regno d'Armenia e il breve Regno del Ponto. Come risultato delle brillanti campagne belliche di Pompeo e Lucullo, il Regno del Ponto venne completamente devastato dai romani e tutto il suo territorio, inclusa la Colchide, venne incorporata nell'impero romano come una delle sue provincia.
Il precedente Regno di Colchide venne riorganizzato dai romani nella provincia di Lazicum governata da legati romani. Durante il periodo bizantino, la parola Colchi cedette il posto al termine Laz. L'epoca romana fu contrassegnata dall'ulteriore ellenizzazione della regione per quel che riguarda la lingua, l'economia e la cultura. Per esempio, fin dal III secolo, l'accademia filosofica greco-latina di Fasi (attuale Poti) era famosa in tutto l'impero romano. All'inizio del III secolo, al recentemente formato Lazicum romano venne dato un certo grado di autonomia e, verso la fine del secolo, divenne indipendente, in seguito alla formazione di un nuovo Regno di Lazica (occupante le odierne regioni di Mingrelia, Agiaria, Guria e Abcasia) costituito dai principati più piccoli di Zani, Svani, Apsili e Sanighi. Il Regno di Lazica sopravvisse più di 250 anni fino a che nel 562 d.C. venne assorbito nell'Impero bizantino. Nella metà del IV secolo, il regno di Lazica adottò il cristianesimo come religione ufficiale. Questo evento fu preceduto dall'arrivo di San Simone il Cananeo (o Kananaios in greco) che andava predicando per tutta la regione della Lazica, morendo poi a Suaniri (Lazica occidentale). Secondo Mosè di Corene, i nemici del cristianesimo lo tagliarono in due con una sega.
La ri-annessione della Lazica, insieme al regno di Afcazeti, nell'impero bizantino nel 562 d.C. fu seguita da 150 anni di relativa stabilità, venuta a cessare all'inizio del VII secolo, quando nella regione apparvero gli arabi che stabilirono un nuovo potere regionale.

## Distribuzione geografica

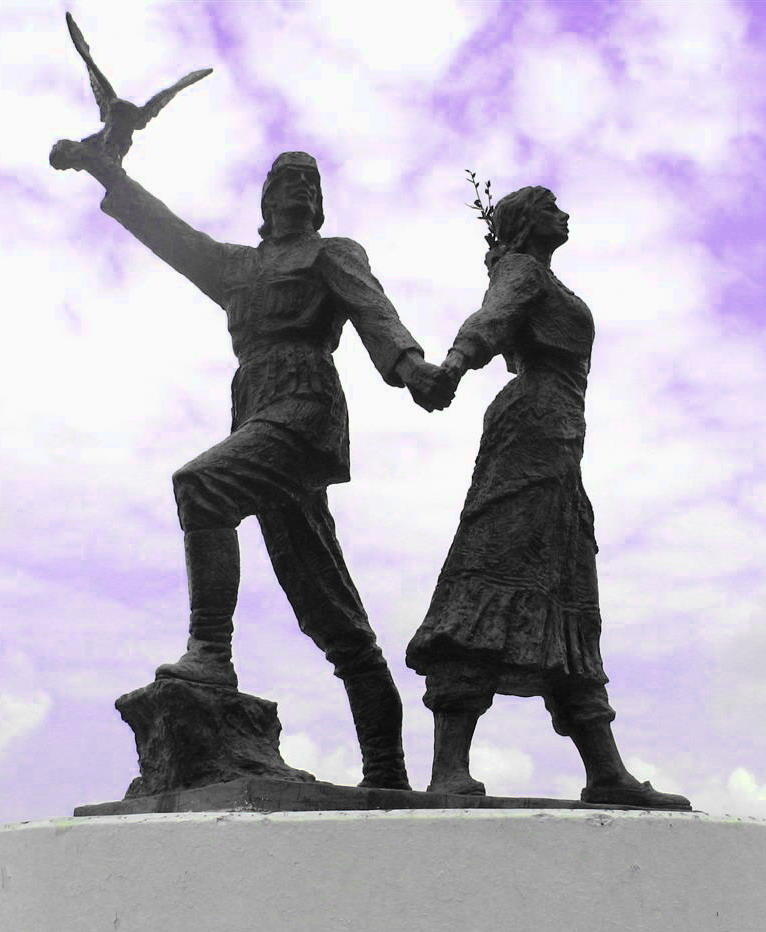
Statua di un uomo e una donna laz. Arhavi (Ark'abi), Turchia

L'antico regno di Colchide e il suo successore Lazica (localmente noto come Egrisi) era situato nella stessa regione dove si trovano oggi i parlanti laz, e i suoi abitanti probabilmente parlavano una versione arcaica della lingua. La Colchide fu il luogo in cui venne a svolgersi la famosa leggenda greca di Giasone e gli Argonauti.
Oggi la maggior parte dei parlanti vive nella Turchia nord-orientale, in una striscia di terra lungo la costa del Mar Nero. Essi formano la maggioranza nei distretti di Rize - Pazar (Atina), Ardeşen (Art'aşeni) e Fındıklı (Vitze) - e nei distretti di Artvin - Arhavi (Ark'abi) e Hopa (Xopa). Come minoranze si trovano nei vicini distretti di Çamlıhemşin (Vijadibi) e Borçka. Ci sono anche comunità nell'Anatolia nord-occidentale (Karamürsel nella provincia di Kocaeli, Akçakoca nella provincia di Düzce, Sakarya, Zonguldak, Bartın), dove molti immigranti si erano stabiliti fin dalla guerra russo-turca (1877-1878) e attualmente ci sono laz anche a Istanbul e Ankara.
I laz in Georgia sono principalmente incentrati nella repubblica autonoma di Agiaria, nella parte sud-occidentale. I villaggi più grandi in Agiaria sono: Sarpi, Kvariati, Gonio e Makho. I laz vivono anche a Batumi, Kobuleti, Zugdidi e Tbilisi.
Una comunità espatriata di laz è presente anche in Germania dove emigrarono dalla Turchia negli anni '60.

## Cultura
I laz stanziati in Turchia e in Georgia sono tipicamente bilingui e come lingua letteraria utilizzano rispettivamente il turco e il georgiano, essendo il laz una lingua parlata e non scritta. Il laz possiedono un vivace folclore. La loro letteratura popolare è stata trasmessa oralmente ma non registrata in modo sistematico. I primi tentativi di stabilire una distinta identità culturale laz e creare una lingua letteraria basata sull'alfabeto arabo vennero operati da Faik Efendi nel 1870-1888, ma costui presto venne imprigionato dalle autorità ottomane, mentre la maggior parte dei suoi lavori vennero distrutti. Durante una relativa autonomia culturale conferita alle minoranze negli anni '30, la letteratura - basata sull'alfabeto laz - emerse nella Georgia sovietica, fortemente plagiata dall'ideologia dominante. Il poeta Mustafa Baniṣi capeggiava questo movimento di breve durata, mentre non fu mai stabilita una forma standard ufficiale della lingua. Fin da allora, molti tentativi sono stati fatti per rendere la frammentaria letteratura laz nell'alfabeto turco e georgiano. Alcuni poeti nativi della Turchia, come Raṣid Hilmi e Pehlivanoğlu, sono apparsi più tardi nel XX secolo.
La danza e la musica laz sono di estrema originalità, anche se sviluppate in stretto contatto con i popoli limitrofi. Gli strumenti nazionali comprendono il guda (conosciuto anche come tulum, una sorta di cornamusa), il kemenche (violino), la zurna (oboe) e il doli (tamburo). Negli anni '90 e all'inizio dei 2000, il musicista folk-rock Kâzım Koyuncu raggiunse una significativa popolarità in Turchia e in Georgia.
La maggior parte dei laz in Turchia appartengono alla scuola di Hanafi dell'Islam sunnita, mentre i laz in Georgia sono cristiani ortodossi georgiani. Le credenze pagane sono sopravvissute nella poesia popolare e in alcuni costumi relazionati alla nascita, matrimonio, morte, all'arte della navigazione, al nuovo anno e ai rituali del raccolto.
A prescindere da alcune attività di ricerca nelle università in Georgia e Germania (Colonia), si è fatto poco per studiare la lingua e la cultura popolare dei laz Il grado di assimilazione culturale nell'ambiente turco è alto, ma ci sono stati alcuni afflussi recenti di attività culturali miranti alla rivitalizzazione della lingua e della tradizione popolare laz.
L'organizzazione sociale della comunità laz è dominata da un elaborato sistema di parentela in cui sono sopravvissute la consanguineità e la fratellanza di latte, come pure elementi di 
faida. La famiglia è fortemente dominata dal marito ma, anche sotto l'Islam, è stata preservata la regola del matrimonio monogamo.
Nella cucina Laz, è tipico fra l'altro il Laz böreği, una specie di millefoglie.

## Economia
L'economia laz tradizionale si è basata sull'agricoltura – nota per la produzione di nocciole fino agli anni '60, quando l'introduzione delle culture di tè incominciò a crescere di importanza. È stato ampiamente eliminato il sistema economico chiuso utilizzato fino ad ora, e molti laz sono stati incoraggiati a intraprendere il commercio, specialmente dopo il collasso dell'Unione Sovietica, al confine con la Georgia.
Le tradizioni di pesca, coltivazione di canapa e sua tessitura, ceramica e vasellame sono anche praticate in modo esteso e tracce della loro origine risalgono all'antichità classica.

## Terminologia
Il turchi in genere utilizzano il nome "laz" per gli abitanti delle province del Mar Nero a est di Samsun. Il nome Lazca (lingua laz) indica di solito il dialetto turco (non laz) di Trebisonda, sebbene attualmente sia una lingua caucasica meridionale, non correlata al turco. D'altra parte, i laz sono propensi a differenziarsi dagli altri abitanti della regione. Anche i non-laz rifiutano la denominazione, preferendo chiamare se stessi karadenizli ("dal Mar nero").